# Divisione "Acqui" (Esercito Italiano)
La Divisione "Acqui" è una Grande Unità complessa dell'Esercito Italiano, dipendente dal Comando delle forze operative terrestri.
Il Comando Divisione, con sede nella Caserma “Oreste Salomone” di Capua (CE), ha mantenuto le pregresse caratteristiche di proiettabilità e di elevata prontezza poiché, all'esigenza, può essere ridislocato anche al di fuori del territorio nazionale nel quadro di operazioni internazionali.
Dal 5 luglio 2016 al 1º gennaio 2022 ha inquadrato cinque Brigate (“Granatieri di Sardegna”, “Aosta”, “Pinerolo”, “Sassari”, “Garibaldi”) e il Reparto Comando e Supporti Tattici “Acqui”.

## Storia
La Grande Unità venne costituita come Brigata Acqui il 25 ottobre 1831 le cui origini risalivano al Reggimento Desportes, costituito nel 1703 nel Regno di Sardegna e più volte rinominato, assumendo nel 1831 la denominazione "1º Reggimento (Brigata Acqui)" e 17º Reggimento Fanteria "Acqui" nel 1881, anno in cui la Brigata "Acqui" venne ricostituita, dopo che era stata sciolta nel 1871.
Dopo aver preso parte alla prima guerra mondiale la Brigata "Acqui" venne sciolta dal Regio Esercito il 15 ottobre del 1926.

### La 33ª Divisione Acqui
Il reparto venne ricostituito nell'agosto 1939 a livello divisionale, con la denominazione di 33ª Divisione fanteria "Acqui" e allo scoppio della seconda guerra mondiale, venne dislocata prima in Piemonte, poi in Albania, per essere poi trasferita con compiti di presidio nelle Isole Ionie, ripartita tra Corfù, presidiata dal 18º Reggimento fanteria, comandato dal colonnello Luigi Lusignani, e da parte del 33º Reggimento artiglieria, e Cefalonia, in cui era acquartierato il resto.

#### L'eccidio di Cefalonia
Dopo l'armistizio dell'8 settembre 1943 i tedeschi, per i quali Cefalonia aveva una rilevante importanza strategica, poiché controllava l'accesso al golfo di Corinto, avevano deciso di prendere con la forza il controllo dell'isola inviando un ultimatum al comando italiano, accompagnandolo con varie azioni belliche, come il disarmo di reparti e batterie isolati e la presa di prigionieri italiani. Il comandante della Divisione, generale Antonio Gandin, sentito il parere delle truppe componenti il presidio, rifiutò l'ultimatum tedesco. Dopo diversi giorni di combattimento, esaurite le munizioni per l'artiglieria e disarticolata l'unità dagli attacchi tedeschi, senza nessun appoggio da parte degli alleati, avendo subito perdite elevate, il generale Gandin, decise di capitolare il 21 settembre.
Subito dopo la resa, da parte tedesca venne dato il via ad un indiscriminato massacro verso i soldati e ancora di più verso gli ufficiali italiani. Anche le truppe stanziate a Corfù comandate dal colonnello Luigi Lusignani, che in un primo tempo avevano sopraffatto la guarnigione tedesca, dopo una lunga resistenza (i combattimenti durarono dal 13 al 26 settembre), furono travolte e anche a Corfù gli ufficiali italiani, dopo la resa, furono oggetto di numerose fucilazioni nella fortezza dell'isola.

### Brigata motorizzata "Acqui"
L'Esercito Italiano ha ricostituito la Brigata "Acqui" il 1º ottobre 1975, con reparti per lo più provenienti dalla Divisione fanteria "Granatieri di Sardegna" anch'essa in via di riordinamento. Con la riforma dell'Esercito Italiano del 1975, che aboliva il livello reggimentale, il 17º Reggimento fanteria "Acqui" venne sciolto il 30 settembre 1975 per dare vita, il giorno successivo al comando della Brigata motorizzata "Acqui"; con il I battaglione, dal 1º dicembre successivo, venne costituito il 17º Battaglione fanteria "San Martino", inquadrato nella Brigata "Acqui", che ha ereditava bandiera e tradizioni del 17º Reggimento fanteria "Acqui", che espletava il servizio di addestramento delle reclute della brigata, nella sede di Sulmona, in Provincia dell'Aquila.
La brigata inquadrava oltre al 17º Battaglione fanteria "San Martino", i battaglioni di fanteria, 57° "Abruzzi", 130° "Perugia", il 9º corazzato "M.O. Butera", il 48º gruppo artiglieria da campagna "Taro", il battaglione logistico "Acqui" il Reparto comando ed unità minori.
La Brigata ha fornito la struttura portante per la Forza di Pronto Intervento per le pubbliche calamità (Fo.Pi.) e, dal 1º Aprile 1991, ha espletato le funzioni di 10º Comando Operativo Territoriale per l'Abruzzo.
Ordine di battaglia (1976)
- Reparto comando e trasmissioni "Acqui" (L'Aquila)
- 17º Battaglione fanteria "San Martino" (addestramento reclute, Sulmona, AQ)
- 57º Battaglione fanteria motorizzato "Abruzzi" (Sora, FR)
- 70º Battaglione fanteria motorizzato "Ancona" (posizione quadro, Sora, FR)
- 130º Battaglione fanteria motorizzato "Perugia" (Spoleto, PG)
- 9º Battaglione corazzato "M.O. Butera" (L'Aquila)
- 48º Gruppo artiglieria da campagna "Taro" (L'Aquila)
- Battaglione logistico "Acqui" (L'Aquila)
- Compagnia controcarri "Acqui" (L'Aquila)
- Compagnia genio pionieri (dal 1986 guastatori) "Acqui" (L'Aquila)

#### La Brigata meccanizzata
Il 1º ottobre 1991 la brigata è stata riconfigurata da Motorizzata a Meccanizzata, perdendo il 57º Battaglione fanteria "Abruzzi" ed il 9° "M.O. Butera" ed inquadrando il 123º battaglione fanteria "Chieti".
Nel 1992, con il passaggio all'ordinamento reggimentale nella brigata vennero inquadrati i reggimenti di fanteria 17º Reggimento fanteria "Acqui" e 130º Reggimento fanteria "Perugia" e il 48º Reggimento d'artiglieria semovente "Taro".
In particolare con il ripristino del livello reggimentale il 25 settembre 1992 il 17º Battaglione fanteria "San Martino" concorse alla ricostituzione del 17º Reggimento fanteria "Acqui" nella sede di Sora in provincia di Frosinone.
Dal luglio 1992 la Brigata è stata impiegata a più riprese nell'Operazione "Vespri Siciliani" fino al suo scioglimento avvenuto il 30 giugno 1996.
Dopo lo scioglimento della Brigata meccanizzata "Acqui" il 17º reggimento ricevette il compito di formare i volontari dell'Esercito Italiano, dapprima in ferma breve (VFB) e poi in ferma prefissata di un anno (VFP1) e venne posto alle dipendenze della Scuola sottufficiali dell'Esercito Italiano.

### Il Comando Divisione "Acqui"
Nel 2002 la 3ª Divisione "Celere" affiliata all'Allied Rapid Reactions Corps, il Corpo di Reazione Rapida della NATO trasferì il suo comando da Milano a San Giorgio a Cremano (NA)  nella sede del 2º COMFOD con la denominazione di Comando Divisione "Acqui", costituito nell'ambito del 2º COMFOD, con compiti di Comando di pianificazione senza reparti assegnati in tempo di pace, e potere essere rischierato anche all'estero nell'ambito di missioni militari di peacekeaping, inquadrando unità a livello di brigata e servizi.
In questo contesto, al Comando Divisione "Acqui" sono affiliati la Brigata bersaglieri "Garibaldi", la Brigata corazzata "Pinerolo", la Brigada Aerotransportada Independente portoghese, il 52º Reggimento artiglieria semovente ed un "cluster" tratto dal 17º Reggimento di artiglieria contraerea "Sforzesca".

#### La riorganizzazione
Il 5 luglio 2016, conseguentemente alla soppressione del 2º Comando forze di difesa, la Divisione è stata riorganizzata divenendo operativa, e alle dipendenze del Comando Forze Operative Sud.
La Divisione "Acqui" ha assunto alle sue dipendenze le Brigate "Granatieri di Sardegna", "Aosta", "Pinerolo", "Sassari" e "Garibaldi", oltre al Reparto comando e supporti tattici "Acqui". Il 9 settembre 2016 il Reparto comando e supporti tattici è stato elevato al rango di reggimento, con alle dipendenze una compagnia servizi e un battaglione, a sua volta composto da una compagnia trasporti e una compagnia supporto allo schieramento.
Dopo che le dipendenti Brigate "Granatieri di Sardegna", "Aosta", "Pinerolo", "Sassari" e "Garibaldi" nel gennaio 2022 sono passate alle dirette dipendenze del COMFOP SUD, dal 1º aprile 2023 il comando divisione passa alle dipendenze del COMFOTER-COE.

## Stemma
Lo stemma del Comando Divisione Acqui, valido anche per il dipendente Reparto Comando e Supporti Tattici, è a forma di scudo appuntato, su fondo rosso bordato di giallo-oro, che reca sul fondo, lungo i bordi laterali la denominazione della Grande Unità e nel mezzo il gladio dorato. Ai piedi del gladio due stelle dorate. Nel marzo del 2016, lo Stato Maggiore dell’Esercito ha disposto la sua adozione a causa di una predominanza di elementi comuni con gli stemmi araldici degli altri due Comandi di Divisione operanti in Italia.

## Struttura della divisione
fino al dicembre 2021

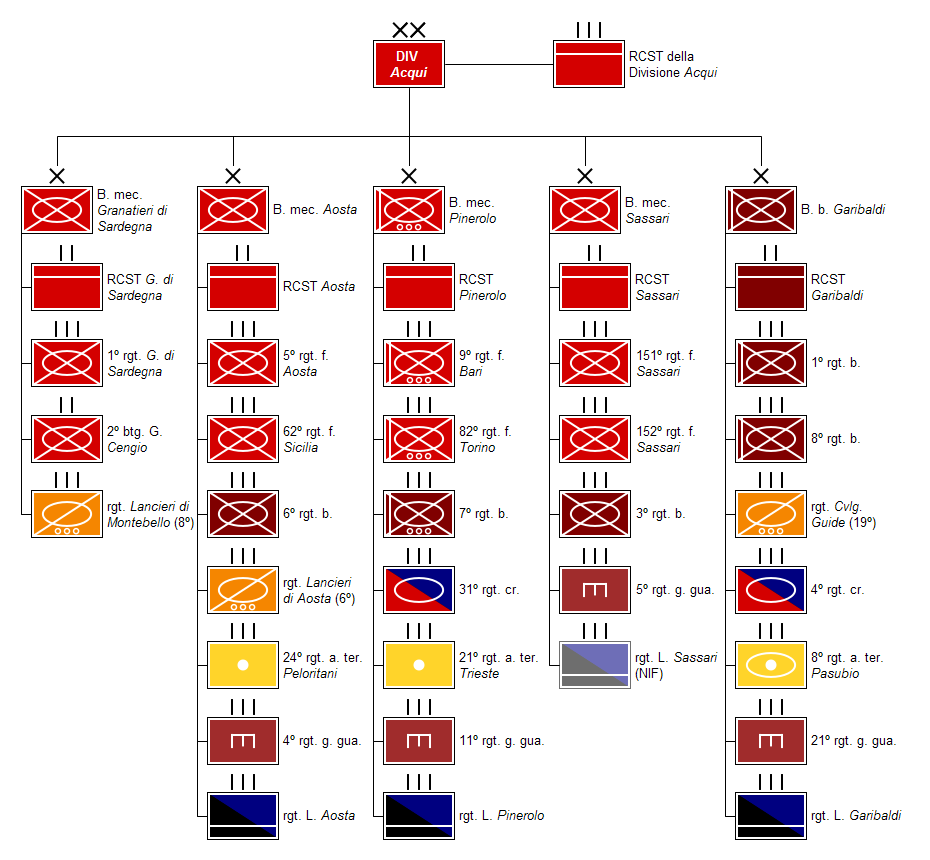
Organigramma della Divisione "Acqui" fino al dicembre 2021

- Reparto comando e supporti tattici della Divisione "Acqui" (San Giorgio a Cremano, Na)
- Brigata meccanizzata "Granatieri di Sardegna" (Roma)
- Brigata meccanizzata "Aosta" (Messina)
- Brigata meccanizzata "Pinerolo" (Bari)
- Brigata meccanizzata "Sassari" (Sassari)
- Brigata bersaglieri "Garibaldi" (Caserta)

Dal gennaio 2022
- Comando di Divisione - Caserma “Oreste Salomone” - Capua (CE)
  -  57º Reparto Comando e Supporti Tattici "Abruzzi" - Capua

## Comandanti[6]
- Brigata Motorizzata "Acqui" (1975-1991)
  - Gen. B. Giacinto Antonelli
  - Gen. B. Vincenzo Parente
  - Gen. B. Domenico Esposito
  - Gen. B. Vito Caringella
  - Gen. B. Pietro Castelletti
  - Gen. B. Nicola De Santis
  - Gen. B. Andrea M. Lusa
  - Gen. B. Gianfranco Cristofani
  - Gen. B. Angelo Sion
  - Gen. B. Renzo Romano
  - Gen. B. Costantino Maglio
  - Gen. B. Alfonso Pessolano
- Brigata Meccanizzata "Acqui" (1991-1996)
  - Gen. B. Alfonso Pessolano
  - Gen. B. Valter Sini
  - Gen. B. Dario Orzan
  - Gen. B. Biagio Schilirò
- Comando Divisione "Acqui" (dal 2002)
  - Magg. Gen. Francesco Paolo Spagnuolo
  - Brig. Gen. Ernesto Alviano
  - Gen. D. Vincenzo Lops
  - Gen. B. Domenico Zucaro in s.v.
  - Gen. C.A. Vincenzo Lops
  - Gen. D. Vincenzo Santo
  - Gen. D. Rosario Castellano
  - Gen. D. Roberto D'Alessandro
  - Gen. D. Antonio Vittiglio
  - Gen. D. Fabio Polli
  - Gen. D. Nicola Terzano
  - Gen. D. Francesco Bruno
  - Gen. D. Maurizio Fronda